# Pyrgulopsis aloba
Pyrgulopsis aloba là danh pháp hai phần của là một loài ốc nước ngọt rất nhỏ có nắp, là động vật thân mềm chân bụng sống dưới nước thuộc họ Hydrobiidae.
Đây là loài đặc hữu của Hoa Kỳ. Chúng hiện đang bị đe dọa vì mất nơi sống.